# Megaselia shannoni
Megaselia shannoni är en tvåvingeart som beskrevs av Borgmeier 1966. Megaselia shannoni ingår i släktet Megaselia och familjen puckelflugor.
Artens utbredningsområde är Maryland. Inga underarter finns listade i Catalogue of Life.